# Droga wojewódzka nr 713
Droga wojewódzka nr 713 (DW713) – droga wojewódzka w województwie łódzkim łącząca drogę krajową nr 14 w Łodzi z drogą krajową nr 12 w Januszewicach obok Opoczna. Droga przebiega przez 3 powiaty: łódzki wschodni, tomaszowski, opoczyński. Jej długość to 76 km.

## Miejscowości leżące przy trasie DW713
- Łódź
- Andrespol
- Kraszew
- Bukowiec
- Kurowice
- Karpin
- Łaznowska Wola
- Rokiciny-Kolonia
- Rokiciny
- Popielawy
- Buków
- Bronisławów
- Józefin
- Ujazd
- Sangrodz
- Tobiasze
- Zaborów Pierwszy
- Komorów
- Tomaszów Mazowiecki
- Sługocice
- Tomaszówek
- Kamień
- Szadkowice
- Antoniówka
- Kunice
- Gawrony
- Januszewice
- Opoczno